# Anceya giraudi
Anceya giraudi је пуж из реда Sorbeoconcha. 

## Угроженост
Ова врста је наведена као последња брига, јер има широко распрострањење и честа је врста.

## Распрострањење
Ареал врсте је ограничен на мањи број држава. 
Врста је присутна у ДР Конгу, Замбији, Танзанији и Бурундију.

## Станиште
Станишта врсте су језера и језерски екосистеми и слатководна подручја. 